# 巴西銼齒鱂
巴西銼齒鱂，為輻鰭魚綱鯉齒目鯉齒亞目花鳉科的其中一種，分布於南美洲巴西Iguacu河上游流域，體長可達3公分，屬於肉食性，生活習性不明。

## 擴展閱讀
維基物種上的相關：巴西銼齒鱂